# Natasha Aguilar
Natasha Aguilar Komisarova (2 de junho de 1970 — San José, 1 de janeiro de 2016) foi uma nadadora de estilo livre da Costa Rica que obteve duas medalhas (prata e bronze) com a equipe feminina nos Jogos Pan-Americanos de 1987.
Também representou seu país natal nos Jogos Olímpicos de Verão de 1988 em Seul, Coreia do Sul.
Natasha morreu em 1 de janeiro de 2016, após complicações de uma queda.